# Rogerio Paulo Felisberto Brito
Rogerio Brito (Viana do Castelo, 1 de març de 1973) és un exfutbolista i entrenador portugués. Com a jugador, actuava de migcampista.

## Trajectòria
Es va iniciar al Vianense de la seua ciutat natal, per arribar al 1995 a l'Os Belenenses. Ací hi va romandre dos anys fins que a l'estiu de 1997 es va incorporar a la UD Salamanca, de la primera divisió espanyola.
Amb els castellans va jugar 23 partits i va marcar un gol. A l'any següent, va disputar-ne altres 25 partits, però el Salamanca va perdre la categoria. A Segona Divisió, la 99/00 va ser la campanya més destacada del portuguès, amb 39 partits i un gol. Però a partir d'ací la seua aportació va davallar i va passar a la suplència, fins que la temporada 02/03 retorna a l'Os Belenenses.
La temporada 03/04 fitxa per l'Estrela Amadora, i un any després retorna de nou al Salamanca. En aquesta segona etapa viuria un altre descens, ara a Segona B. Tot i així, Rogerio va acompanyar dues temporades als salmantins en la categoria de bronze, fins que la temporada 07/08 retorna al Vianense, on penja les botes al final de la campanya.
La seua carrera d'entrenador s'hi inicia a l'acabar la de jugador, fent-se càrrec la temporada 08/09 de les regnes del Vianense.